# Língua artificial zonal
Línguas artificiais zonais são línguas artificiais feitas para facilitar a comunicação entre falantes de um certo grupo linguístico ou de duas línguas semelhantes.
Muito comuns dentro deste grupo são as línguas pan-germânicas e pan-eslavas. Muitas destas foram criadas durante o período de revivência do nacionalismo, no fim do século XIX, algumas foram criadas mais tarde. Exemplos conhecidos são o ruski jezik, um projeto pan-eslavo de Juraj Križanić, em 1665; o tutonish, um projeto pan-germânico de Elias Molee, em 1902, que foi intencionado para ser uma língua auxiliar primeiramente mas, eventualmente substitui todas as línguas germânicas; euronord de A.J. Pilgrim, em 1965, para o norte da Europa, e mežduslavjanski jezik para os povos eslavos, de Ladislav Podmele, em 1958. Atualmente, muitas línguas artificiais zonais antigas são conhecidas apenas por especialistas. As línguas artificiais melhor conhecidas de data mais recente são o intereslavo e o folkspraak.
Aparte destes exemplos europeus, ali também tem tido adeptos em outros continentes - afrihili de K. A. Kumi Attobrah, que foi criado para ser usado como uma língua franca em toda a África.
Um dialeto que naturalmente surge como um significado de comunicação da maioria dos falantes de dialetos de uma língua é conhecida como uma língua koiné.

## Lista de línguas artificais zonais eslavas
- Intereslavo ou Medžuslovjansky jezyk (Jan van Steenbergen, Vojtěch Merunka, 2011)
  - Novoslověnsky jezyk (Vojtěch Merunka, 2009-2011)
  - Slovianski (Jan van Steenbergen, 2006-2011)
  - Slovioski (Steeven Radizkowski, 2009-2011)
- Ruski jezik (Juraj Križanić, 1665)
- Slavina (Josef Konečný, Praga, 1912)
- Slovanština (E. Kolkop, Praga, 1913)
- Slovio (Mark Hučko, 1999)
- Universalis lingua slavica (Ján Herkeľ, 1826)
- Uzajemni Pravopis Slavjanski (Matija Majar, 1865)

## Lista de línguas artificiais zonais germânicas
- Anglo-germana
- Chathan
- Euronord
- Folkspraak
- Nordlinn
- Pangermanic
- Tutonish

## Lista de línguas artificiais zonais latinas ou românicas
- Eurolengo (Leslie Jones, 1972)
- Interlingua romanica (Richard Sorfleet e Josu Lavin, 2001)
- Latino interromanico (Raymund Zacharias e Thiago Sanctus, 2017)
- Latino moderne (David Th. Stark, 1996)
- Lingua franca nova (C. George Boeree, 1998)
- Neolatino (André Schild, 1947)
- Romance neolatino (Jordi Cassany Bates, 2012)
- Romanid (Zoltán Magyar, 1956)
- Romanova (David Crandall e Robert W. Hubert, 2000)

## Lista de outras línguas artificiais zonais
- Afrihili
- Budinos
- Europé
- Guosa
- Langue paneurope (J. Kainulainen, Paris, 1949)